# Station Mele
Station Mele is een spoorwegstation in Mele (Italië). Het station van de gemeente Mele ligt op ongeveer 4 km van de gelijknamige kern in de plaats Fado.